# Santa Ana (volcan)
Pour les articles homonymes, voir Santa Ana.
Le volcan de Santa Ana est situé dans la cordillère d'Apaneca au Salvador, dans le département de Santa Ana, près de la ville de Santa Ana. Il est aussi appelé par son nom nahuatl Ilamatepec. Avec ses 2 381 mètres d'altitude, c'est le plus haut volcan du pays.
Son sommet est composé de quatre caldeiras avec un lac au fond du cratère.
Une éruption à l'époque Pléistocène produisit une avalanche de débris qui atteignit le Pacifique et créa la péninsule d'Acajutla.
Depuis l'arrivée des Espagnols au XVIe siècle, un grand nombre d'éruptions ont pu y être observées. Très actif, le volcan est à l'origine de l'apparition de l'Izalco en 1770, du Cerro Verde et des fissures volcaniques nommées San Marcelino. En 1722, ces dernières dérivèrent vers l'est et détruisirent un village.
Sa dernière éruption date de 2005, un mélange de cendres, de roches et d'eau bouillante fut projeté sur plus d'un kilomètre et tua deux personnes.